# Decarbossilazione ossidativa
La decarbossilazione ossidativa è una reazione chimica di ossidazione nella quale un gruppo carbossilico viene eliminato sotto forma di una molecola di anidride carbonica (diossido di carbonio). Questo genere di reazione è diffusamente presente nei sistemi biologici, per esempio all'interno del ciclo di Krebs. La decarbossilazione ossidativa ha sicuramente origini antichissime ed è una delle basi dell'origine della vita.
Particolarmente importante in biologia è la decarbossilazione ossidativa del piruvato, un processo metabolico mitocondriale che converte il piruvato prodotto dalla glicolisi in acetil-coenzima A, substrato del ciclo di Krebs.

## Esempi
Durante il ciclo di Krebs, la piruvato deidrogenasi, l'isocitrato deidrogenasi e l'ossoglutarato deidrogenasi catalizzano reazioni di decarbossilazione ossidativa. Ciascuna di esse determina una riduzione del NAD+ in NADH e produce una molecola di diossido di carbonio (CO2).
Anche la trasformazione dell'acido gliossilico in acido formico è una decarbossilazione ossidativa.